# Horror vacui (física)
Na física, horror vacui, ou plenismo (/ˈpliːnɪzəm/), comumente declarado como "a natureza abomina o vácuo", é um postulado atribuído a Aristóteles, que articulou uma crença, posteriormente criticada pelo atomismo de Epicuro e Lucrécio, que a natureza não contém vácuos porque o continuum material circundante mais denso preencheria imediatamente a raridade de um vazio incipiente. Ele também argumentou contra o vazio em um sentido mais abstrato (como "separável"), por exemplo, que por definição um vazio, em si, não é nada, e seguindo Platão, nada pode ser corretamente dito que existe. Além disso, na medida em que seria descaracterizado, não poderia ser encontrado pelos sentidos, nem poderia sua suposição dar poder explicativo adicional. Heron de Alexandria desafiou a teoria no primeiro século d.C., mas suas tentativas de criar um vácuo artificial falharam. A teoria foi debatida no contexto da mecânica dos fluidos do século XVII, por Thomas Hobbes e Robert Boyle, entre outros, e no início do século XVIII por Sir Isaac Newton e Gottfried Leibniz.